# Fiumi del Sudan
Questa è una lista di torrenti e fiumi situati nel Sudan

## A
Adda - Akobo - Angereb - Anseba - Atbara

## B
Bahr al-Arab - Bahr el Ghazal - Bahr el Zeraf - Barka - Baro

## D
Dinder

## G
Geni

## I
Ibrah

## J
Jur

## K
Kangen - Kidepo - Kong Kong - Kuru

## M
Mareb (anche detto Gash)

## N
Nilo - Numatinna

## P
Pibor - Pongo

## R
Rahad

## S
Sobat - Sopo - Sue

## T
Tacazzè - Tiwal

## U
Umbelasha

## V
Veveno

## W
Waw Nahr - Nilo Bianco